# Evros Vallis
Evros Vallis est une vallée de la planète Mars s'étendant sur 335 km et centrée par 12,6° S et 13,9° E dans le quadrangle de Sinus Sabaeus, au nord-ouest du cratère Flaugergues.